# Ochthebius smyrnensis
Ochthebius smyrnensis är en skalbaggsart som beskrevs av Sahlberg 1908. Ochthebius smyrnensis ingår i släktet Ochthebius och familjen vattenbrynsbaggar. Inga underarter finns listade i Catalogue of Life.